# فايرفلاي ستوديوز
فايرفلاي ستوديوز هو أستوديو إنجليزي مطور لألعاب الفيديو تأسس عام 1999 ، من ألعابه : الحصن.

## الألعاب
- سترونج هولد (2001)
- سترونج هولد: كروسيدر (2002)
- مستعمرة الفضاء (2003)
- سترونج هولد 2 (2005)
- CivCity: Rome (2006)
- معقل الأساطير (2006)
- سترونج هولد: كروسيدر (2008)
- Stronghold Kingdoms (2011)
- سترونج هولد 3 (2011)
- Dungeon Hero (TBA)
- سترونج هولد: كروسيدر 2 (TBA)